# Sašo Robič
Sašo Robič, slovenski alpski smučar in trener, * 5. maj 1967, Jesenice, † 7. avgust 2010, Peračica. 
Robič je bil član kluba SC Jesenice. Nastopil je na svetovnih mladinskih prvenstvih v letih 1983, 1984 in 1985, v letih 1984 in 1985 je osvojil naslov mladinskega svetovnega podprvaka v slalomu. V svetovnem pokalu je nastopal med letoma 1989 in 1990 in štirikrat osvojil točke v veleslalomu, najboljšo uvrstitev je dosegel z dvanajstim mestom v Veysonnazu. 
Njegov brat je bil kolesar Jure Robič.